# Stephanus Jacobus du Toit
Stephanus Jacobus du Toit (Paarl, 9 oktober 1847 - aldaar, 29 mei 1911) was een Zuid-Afrikaanse dominee en journalist die een belangrijke rol heeft gespeeld in de bevordering van het Afrikaans.

## Biografie
Du Toit werd geboren in de buurt van Paarl in de Britse Kaapkolonie. Hij was van Hugenootse afkomst. Hij werd opgeleid als dominee van de Nederduits Gereformeerde Kerk en werd beïnvloed door de Nederlandse theoloog Abraham Kuyper.
Du Toit ontwikkelde tijdens zijn studie een grote belangstelling voor de Afrikaanse taal. Hij richtte de nationalistische Genootskap van Regte Afrikaners op die het Afrikaans probeerde te bevorderen, door onder andere de Bijbel te vertalen naar het Afrikaans. In 1879 stichtte hij de Afrikanerbond, een partij die een grote invloed had op de politiek van de Kaapkolonie.

### Transvaal
Na de Eerste Boerenoorlog reisde hij met de Transvaalse overwinnaars Paul Kruger en Nicolaas Smit mee naar Europa om de Conventie van Londen te tekenen en een overwinningstocht door het continent te maken.
Zijn Afrikanernationalisme bracht zijn positie in de republiek echter in de problemen, omdat hij de eenheid van alle Afrikaners belangrijker leek te vinden dan de onafhankelijkheid van Transvaal. Zo was hij tegen Krugers afhankelijkheid van Nederlanders als Willem Johannes Leyds, die hij op de korrel nam in zijn krant De Republikein. Hij verliet Transvaal in 1888 en keerde terug naar de Kaapkolonie waar hij in 1911 overleed.

### Familie
Du Toit was de vader van de dichter Jacobus Daniël du Toit, beter bekend als Totius.
- Biografisch Portaal: 99321229
- Digitale Bibliotheek voor de Nederlandse Letteren: toit001
- Gemeinsame Normdatei: 123502217
- International Standard Name Identifier: 0000 0000 2207 4095
- Library of Congress Control Number: n81150123
- Nederlandse Thesaurus van Auteursnamen: 068466463
- SNAC: w6n0361s
- Virtual International Authority File: 922626
- WorldCat: E39PBJwXcXB3GcCtkkHHpVpkjC